# Lothar van Metternich

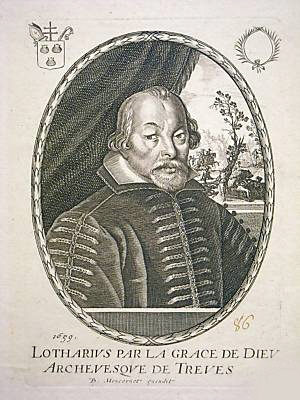
Lothar van Metternich, prins-aartsbisschop van Trier, keurvorst van het Rooms-Duitse Rijk.

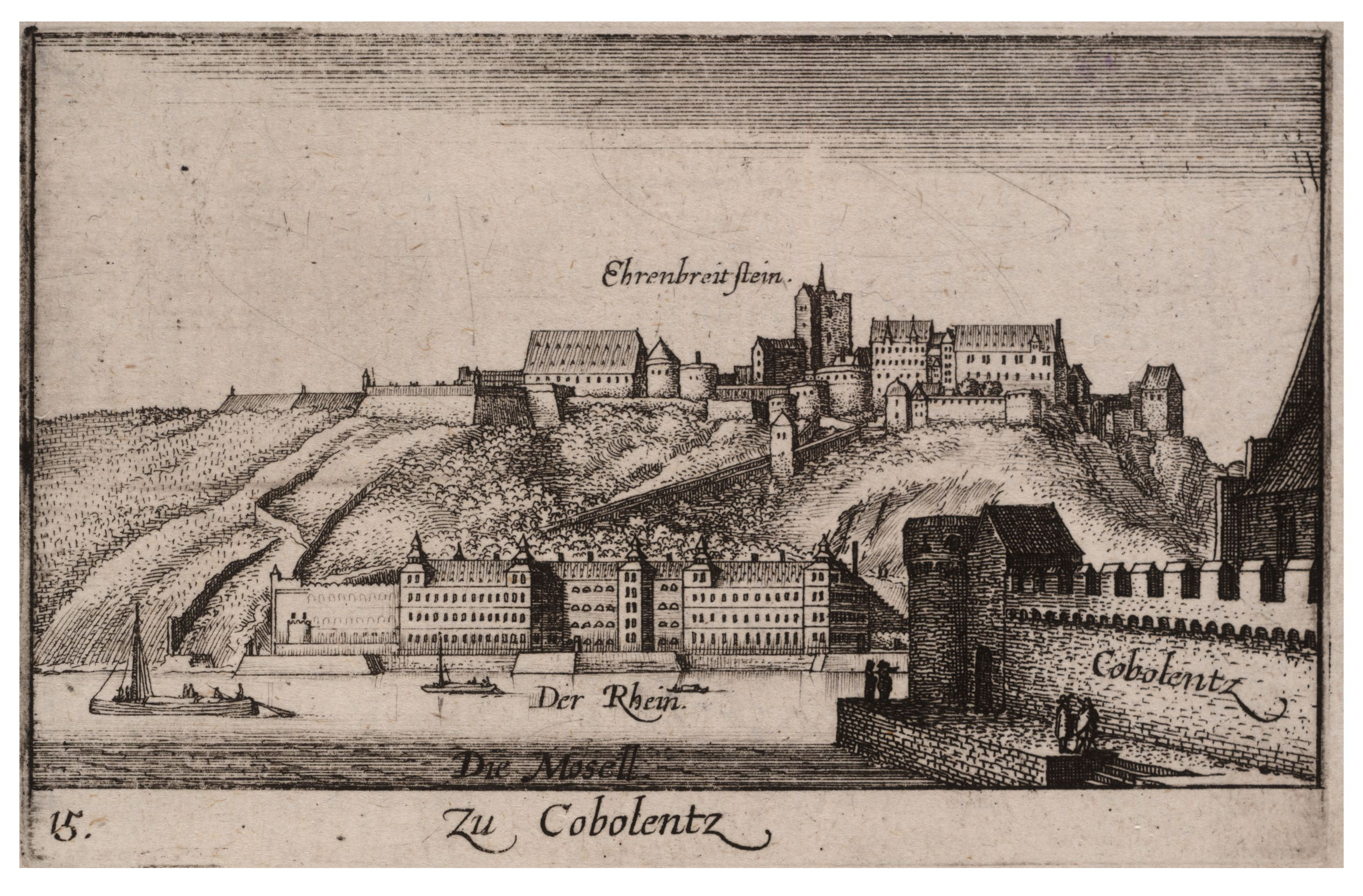
Het fort Ehrenbreitstein liet hij bouwen op de rechteroever van de Rijn, in Koblenz.

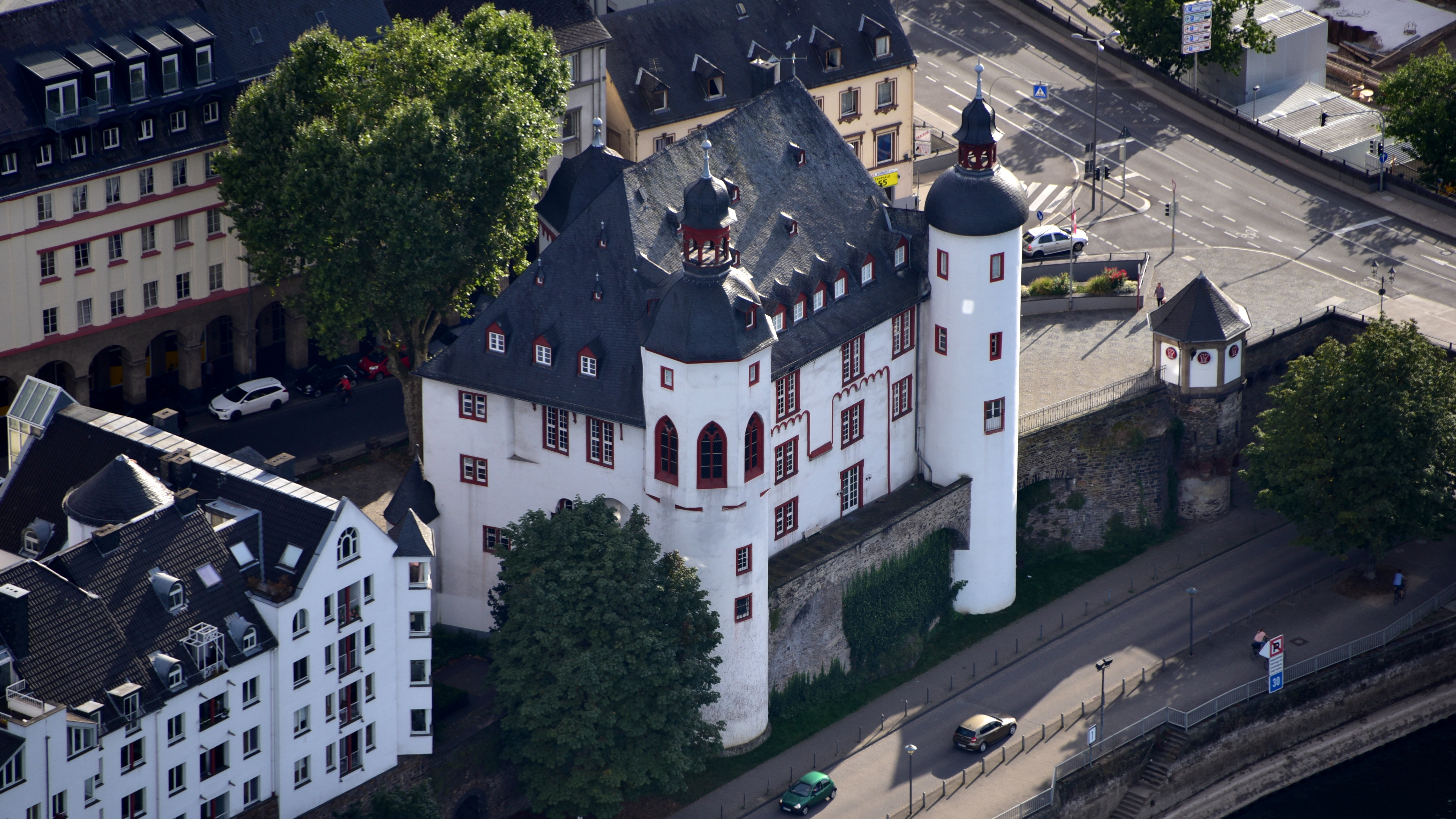
Voormalig bisschoppelijk paleis in Koblenz

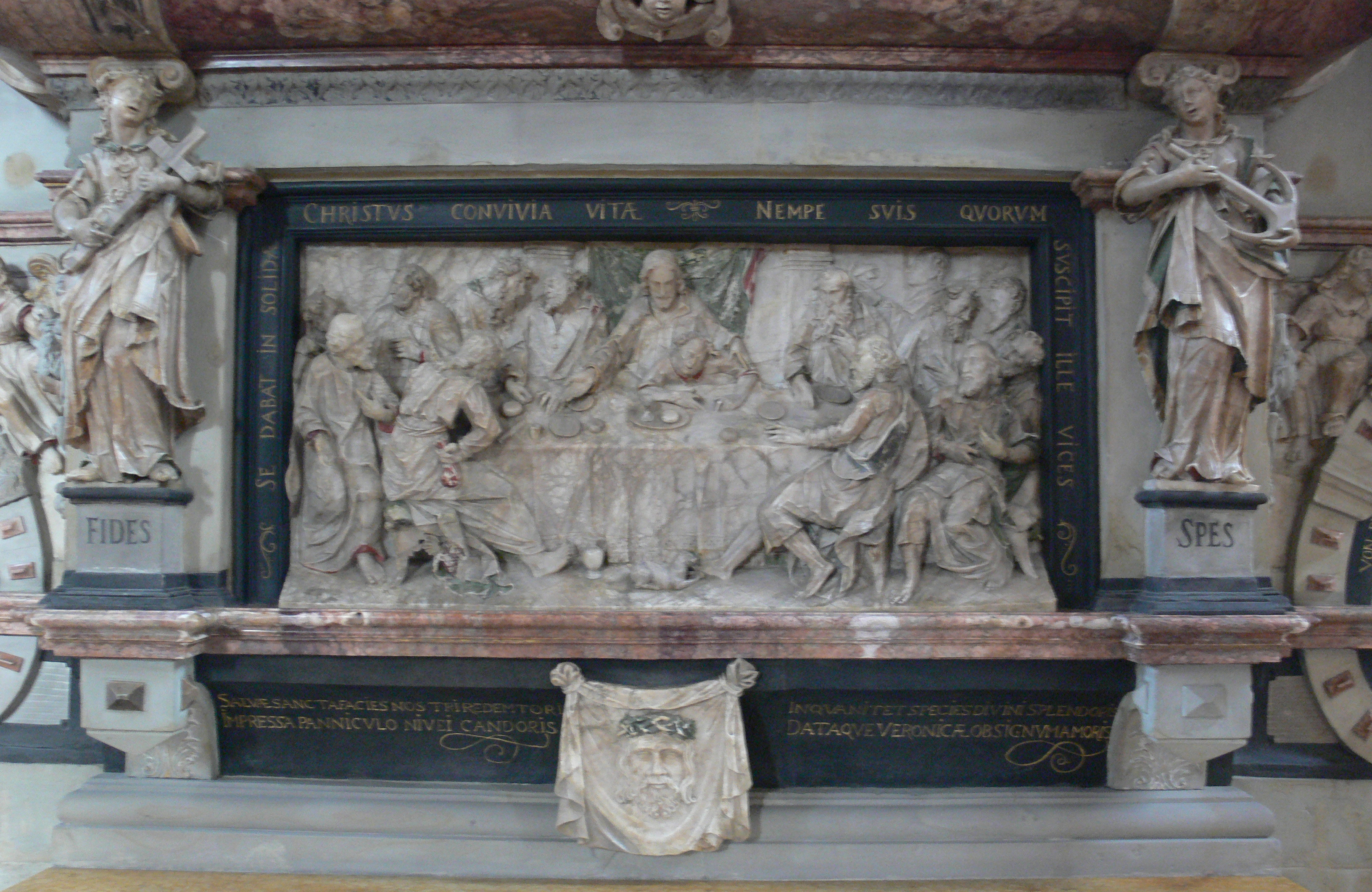
Grafaltaar voor Lothar van Metternich in de Dom van Trier.

Lothar van Metternich (kasteel Vettelhoven, Grafschaft, 31 augustus 1551 – Koblenz, 17 september 1623) was keurvorst-aartsbisschop van Trier in het Rooms-Duitse Rijk. Hij was bekend omwille van een rigoureus fiscaal en financieel beleid in zijn vorstendom.

## Levensloop

### Jonge jaren
Zijn ouders waren Johan von Metternich (1500-1562) en Katharina von der Leyen zu Adendorf (1528-1567), beiden landadel in het Rijnland. Metternich verbleef, vanaf zijn kindertijd, bij zijn oom aan moederszijde. Het ging om Johan VI von der Leyen, keurvorst-aartsbisschop van Trier. Metternich werd opgeleid door de Jezuïeten. Zijn oom had de Jezuïeten in Trier gebracht omwille van de Contrareformatie, de beweging van de rooms-katholieke kerk als reactie op de Reformatie. Metternich studeerde vervolgens aan de universiteit van Keulen (1567-1577), van Perugia (1577-1579) en van Padua (1579-1581). Zijn oom stuurde hem naar prelaten in Italië en Frankrijk voor verdere scholing. Metternich sprak vlot 5 talen: Duits, Latijn, Frans, Italiaans en Nederlands. In de tussentijd werkte hij als domheer of domicellarius aan de Dom van Trier (1570). De benoeming tot kanunnik volgde in 1575, zowel aan het kapittel van Trier als van Münster (1575). Deze benoemingen bezorgden hem een vast inkomen tijdens zijn studies. Metternich had de naam goed onderlegd te zijn in de filosofie. In 1590 volgde de benoeming tot scholaster van de Dom van Trier. Hiermee verwierf hij het monopolie van het (kerkelijk) onderwijs in het prinsbisdom Trier. Dit lag in de lijn van zijn gedreven opleiding bij de Jezuïeten.

### Aartsbisschop van Trier
Na de dood van zijn oom verkoos het kapittel van de Dom van Trier hem tot aartsbisschop (1599). Binnen de maand ontving hij de wijding tot priester en de wijding tot bisschop. De wijding tot bisschop vond niet plaats in Trier, maar in Koblenz, in de Sint-Florinuskerk. Zijn oom was erin geslaagd de stad Koblenz aan de Rijn, toe te voegen aan het prinsbisdom Trier; zo had het prinsbisdom controle over de Rijn en genoot zij van bezittingen aan de rechteroever van de Rijn. De bisschopswijding in Koblenz was voor Metternich een symbolische verderzetting van het werk van zijn oom.

### Keurvorst van Trier
Een jaar later, in 1600, ontving Metternich van Rudolf II, Rooms-Duits keizer, de regalia van vorst (of prins) van Trier. Hij werd een van de zeven keurvorsten bij de keuzes van Rooms-Duitse keizers.
Metternich trof het prinsbisdom aan in verpauperde toestand: de kassen waren leeg. Zijn oom had Koblenz veroverd, de protestanten verjaagd en de macht van adel en kapittel gefnuikt. Dit had geleid tot quasi bankroet. Stemmen gingen op in het Rooms-Duitse rijk om het prinsbisdom Trier daarom af te schaffen. De politiek van prinsbisschop Metternich was op de eerste plaats een financiële-fiscale politiek. Voor zijn belastinghervorming liet hij lijsten aanleggen van namen van belastingbetalers, per gemeente. Ook de clerus moest belastingen betalen. Hij liet de verkoop van bieren en wijnen zwaar taxeren. Metternich liet een nieuwe munt voor Trier slaan. Hij verhoogde systematisch de belastingen in het hele prinsbisdom. De staten van Trier beschouwde hij louter als een machine ter goedkeuring van de belastingen. Hij liet ook tol heffen op de Rijn, in Koblenz. Aangezien hij geen tegenstand kende in zijn vorstendom slaagde hij goed in zijn monetair beleid. De munt uit de Keur-Trier met de beeltenis van Metternich werd in het gehele Rijnland als de sterkste munt gezien.
Ter militaire versterking bouwde Metternich het fort Ehrenbreitstein uit, in Koblenz. Om dit te financieren bewaakte hij zorgvuldig de waarde van de munt van Trier.
Hij had te maken met rooftochten vanuit de Republiek der Verenigde Provinciën maar ook vanuit het hertogdom Luxemburg, een van de Spaanse Nederlanden. De Luxemburgers stuurden de Spaanse troepen van Spinola naar Trier of ze vochten zelf. Eeuwenlang waren de Luxemburgers immers gefrustreerd door de zware kerkbelasting van de rijksabdij Sankt Maximin in Trier. De rijksabdij was in handen van de prins-bisschoppen van Trier. Metternich stimuleerde het universitair onderwijs in Trier, zodat jongens van over het hele Rijnland in Trier kwamen voor hun studies. Metternich aarzelde anderzijds niet om duizend studenten te rekruteren voor zijn troepen. Metternich slaagde erin het grondgebied van het prinsbisdom uit te breiden met meerdere dorpen. In Koblenz bouwde hij de Alte Burg uit tot een bisschopsresidentie.
Metternich voerde de kerkpolitiek van de Contrareformatie grondig door. Hij liet nieuwe kerkboeken drukken, met hulp van de Jezuïeten. Heksenvervolgingen werden opnieuw ingevoerd en ook mannen konden als heks verbrand worden. De heksenvervolgingen in Trier kregen de naam Trierer Krankheit of de ziekte van Trier. Op heftige wijze organiseerde Metternich de Katholieke Liga in het Duitse Rijk, als tegenreactie van de Protestantse Unie. Hier lag een van de kiemen van de Dertigjarige Oorlog. Hij moeide zich met bisschopsbenoemingen in Mainz en elders en nam actief deel, als keurvorst, aan alle keizersverkiezingen. In 1611 liet hij de Jezuïeten een volledig nieuw college bouwen in Trier.
In de laatste jaren van zijn leven liet hij het bestuur over aan zijn neef Karl. Bij de dood van Metternich (1623) slaagde zijn neef er nochtans niet in hem op te volgen. Metternich werd begraven in de dom van Trier. Hij had er reeds een altaar laten bouwen; zijn praalgraf werd hieraan toegevoegd.